# Dawson (Illinois)
Pour les articles homonymes, voir Dawson.
Dawson est un village du comté de Sangamon, en Illinois, aux États-Unis. Il est incorporé le 20 décembre 1883. Lors du recensement de 2010, le village comptait une population de 509 habitants.

## Source de la traduction
- (en) Cet article est partiellement ou en totalité issu de l’article de Wikipédia en anglais intitulé « Dawson, Illinois » (voir la liste des auteurs).